# Ernobius robusticornis
Ernobius robusticornis is een keversoort uit de familie klopkevers (Anobiidae). De wetenschappelijke naam van de soort is voor het eerst geldig gepubliceerd in 1941 door Maran.